# La Vacheresse-et-la-Rouillie
La Vacheresse-et-la-Rouillie é uma comuna francesa na região administrativa de Grande Leste, no departamento de Vosges. Estende-se por uma área de 9,36 km². Em 2010 a comuna tinha 122 habitantes (densidade: 13 hab./km²).